# Місцевості Кокосових островів
Місцевості Кокосових островів.
На Кокосових островах налічується 2 місцевості із населенням понад 100 осіб.  
| Назва           | Населення (2011) |
| --------------- | ---------------- |
| Бантам          | 421              |
| Західний острів | 133              |